# 킬데브란두스 1세
힐데브란트(Childebrand, 678년 ~ 751년/768년)는 프랑크 왕국 아우스트라시아의 귀족이자, 프랑크 왕국의 시인, 문인이었다. 부르군트의 백작으로서 힐데브란트 백작이라는 별칭으로도 부른다. 궁재 피핀 2세의 서자였고, 카를 마르텔의 형제였으며, 피핀 3세, 카를로만, 그리폰, 베른하르트 형제의 숙부였다. 샤를마뉴의 종조부이다. 그러나 카를 마르텔과 동복 형제인지는 확실하지 않다. 니벨룽기드 가문의 시조로 추정된다.
아우스트라시아 출신 엠마(Emma)와 결혼하였으며, 737년 그녀의 친정아버지로부터 부르군트 백작직과 프로방스 공작직을 받았다. 카를 마르텔이 권력을 석권하자 그를 찬양하는 작품을 지었으며, 카롤링거 가문의 역사가로도 활약하였다.

## 생애
힐데브란트는 아우스트라시아의 궁재 피핀 2세 드 헤르스탈과 그의 첩 혹은 두번째 부인인 알파이드의 아들로, 카를 마르텔의 동복 친형제로 본다. 그러나 일설에는 힐데브란트는 피핀 2세의 또다른 서자로서 카를 마르텔]과 이복 형제간으로 보기도 한다.
카를 마르텔이 집권한 후 그는 카를 마르텔의 궁정 역사가로도 활동했다. 불명확하나 어느 시점에 그는 의회의 상원의원격인 비르 일루스트리스(Vir illustris, 빛나는 자)라는 칭호를 수여받았다. 아우스트라시아 출신 엠마(Emma)와 결혼하였는데, 737년 그녀의 친정아버지로부터 부르군트 백작직과 프로방스 공작직을 받았고, 마홀르-슈흐-쎈느(Marolles-sur-Seine) 지역에 대 저택을 소유하게 되었다. 737년 그는 카를 마르텔이 사라센 군을 상대로 원정을 갈 때 동행, 아비뇽과 나르본네이즈 등을 종군하였다. 그는 아비뇽 전투와 나르본 전투에서 카를 마르텔 군대의 지휘관으로 활동했다.
카를 마르텔이 권력을 석권하자 그를 찬양하는 작품을 지었고, 가문의 역사가로 활약했다. 739년과 740년에는 부르군트의 독립 기도를 저지하기 위해 파견된, 피핀 3세의 휘하 장군으로 활동했다. 일설에는 그의 프로방스공작직, 부르군트백작직은 피핀 3세에게 대리인 자격으로 하사받은 것이라고도 한다. 힐데브란트는 751년까지 프레데가르 연대기의 두번째 속편 간행에도 참여하였다. 프레데가르 연대기에 의하면 751년과 768년 그의 아들 니벨룽 1세의 기사에 간략하게 그의 이름이 언급되기도 한다.
그의 아들은 벡상 백작 니벨룽 1세로, 후대의 니벨룽겐 가문의 선조로 추정되나, 정확한 세대 관계는 알려져 있지 않다.

## 가족 관계
- 아버지 : 피핀 2세 드 헤르스탈(Pepin II Herstal, 630 - 714)
  - 형(혹은 이복 형) : 카를 마르텔(Carl Martell, 680경 - 741)
- 부인 : 엠마(Emma)
  - 아들 : 니벨룽 1세(Nibelung I, 720년경 - 770/786)

## 같이 보기
- 카를 마르텔
- 카를로만

## 참고 자료
- Bataille de Poitieis (octobre 733) / Traduzione di Sanina A.V. - San Pietroburgo. : Eurasia, 2003. - 288 p. - 2000 copie. - ISBN 5-8071-0132-4.
- Settipani C. La préhistoire des Capétiens: 481-987 / éd. Patrick van Kerrebrouck. - Villeneuve d'Ascq, 1993. - 543 p. - (Nouvelle histoire généalogique de l'auguste maison de France, vol.1). - ISBN 2-9501509-3-4.
- Lexikon des Mittelalters I-VII, München und Zürich 1977–1994, hier: Band II, Spalte 1817
- Eduard Hlawitschka: Die Vorfahren Karls des Großen. In: Wolfgang Braunfels (Hrsg.): Karl der Große. Lebenswerk und Nachleben. Band I (Hg. von Helmut Beumann): Persönlichkeit und Geschichte. Düsseldorf 1965, Nr. 30, Seite 78
- Pierre Riché: Die Karolinger. Eine Familie formt Europa. 1991, Seite 51, 66, 71, 89
- Rudolf Schieffer: Die Karolinger. 1992, Seite 33, 35, 40, 46
- Continenti di Fredegar = Continuationes chronicarum quae dicuntur Fredegarii // Il quarto libro del Cronicle di Fredegar con le sue continuazioni . - Londra: Thomas Nelson and Sons Ltd, 1960.
- Riché Pierre. Les carolingiens, une famille qui fit l'Europe. - Parigi: Hachette Littératures, 1983 (1997). - 490 p. - ISBN 2-01-278851-3.
- Lewis Archibald R.: The Development of Southern French and Catalan Society, 718-1050
- Lebek S. Origine di Franchi. V-IX secolo / Traduzione di V. Pavlov. - M .: Scarab, 1993. - T. 1. - 352 p. - (Una nuova storia della Francia medievale). - ISBN 5-86507-001-0.
- La Chastelaine de Vergy : 13th century courtly romance, in octosyllabes, anonymous. Very popular in royal and noble courts, Marguerite de France (1492-1549) made a summary of its plot in L'Heptaméron. The story recounts the trials of the forbidden love suffered by a knight for the Châtelaine de Vergy|châtelaine of Vergy.
- G. de Montreuil, La violette (or Gérard de Nevers) : in this 13th-century chivalric romance, Gérard de Nevers defends the château de Vergy against another knight